# Lycaena centriconjuncta
Lycaena centriconjuncta är en fjärilsart som beskrevs av Tutt 1906. Lycaena centriconjuncta ingår i släktet Lycaena och familjen juvelvingar. Inga underarter finns listade i Catalogue of Life.